# Pomaia
Pomaia ou Pomaja,  frazione de la commune de Santa Luce dans la province de Pise, en plus du fameux Festival de Baccello est connu pour héberger un important monastère du bouddhisme tibétain, l’Institut Lama Tsong Khapa.
Les habitants sont appelés: pomaiesi.

## Histoire
De la chute de l'empire romain jusqu'en 1282, Pomaia appartenait à une propriété de l'archevêque de Pise. Cette propriété était défendue par une fortification militaire de la Rocca di Montevaso. En 1406, Pomaia intègre la République Maritime et en 1422 devient l'une des 28 paroisses du diocèse de Pise. En 1500, Pomaia fut rattachée à la commune de Santa Luce dont elle fait toujours partie. 

## Économie
L'économie locale est principalement basée sur l’agriculture et le tourisme, à la fois nationaux et étrangers, favorisée par sa situation géographique (collines et environs de la mer).
De nombreuses activités d’agritourisme et d'accueil sont présents sur le territoire.

## Tourisme
Apport remarquable au mois d’avril, à l'occasion du festival du pays.
Au cours de l'année, il faut souligner la présence de visiteurs au cours des journées de réflexion et de nombreuses manifestations organisées à l'Institut bouddhiste.

## Sports
Tout à fait remarquable est le tournoi d'été de football à cinq, avec des équipes de villes voisines.